# Lindelhoeven
Lindelhoeven is een kerkdorp behorende bij de gemeente Pelt in de Belgische provincie Limburg. Het telde einde 2005 3375 inwoners. In feite bestaat het uit twee gehuchten: Lindel en Hoeven.

## Bezienswaardigheden
In Lindelhoeven bevindt zich een watermolen, de Kleine Molen.

## Natuur
Het Hobos is een groot bos gelegen in Lindelhoeven. In dit bos bevindt zich het geboortehuis van Drossaerd Jan Clerx. Het gebied is beschermd natuurgebied.

## Diensten
Lindelhoeven is bekend om zijn verzorgingsinstellingen, de MS-kliniek en het gehandicaptencentrum Sint-Oda.

## Sport
Voetbalclub Lindelhoeven VV is aangesloten bij de Belgische Voetbalbond en actief in de provinciale reeksen.

## Bekende Lindelhoevenaren
- Gerard Plessers: oud-voetbalinternational en speler bij onder meer Standard Luik en Hamburger SV

- Olaf Vandael: oud-voetballer van KV Mechelen
- Bernt Evens: voetballer bij Cercle Brugge
- Drossaerd Jan Clerx: stelde de Bokkerijders terecht.
- Michel Vanduffel, missionaris in Congo, en slachtoffer van de moordpartij in Kongolo (Katanga) op 1 januari 1962. Op dezelfde dag en plaats werd ook Theo Schildermans als missionaris vermoord. Michel Vanduffel was de oom van Theo Schildermans.

Deelgemeenten: Neerpelt · Overpelt · Sint-Huibrechts-Lille

Overige kernen: Boseind · Grote Heide · Haspershoven · Heesakker · Herent · Holheide · Lindelhoeven · Overpelt-Fabriek

Belgische gemeenten · Arrondissement Maaseik · Limburg · Vlaanderen